# Deutsche Luft-Reederei

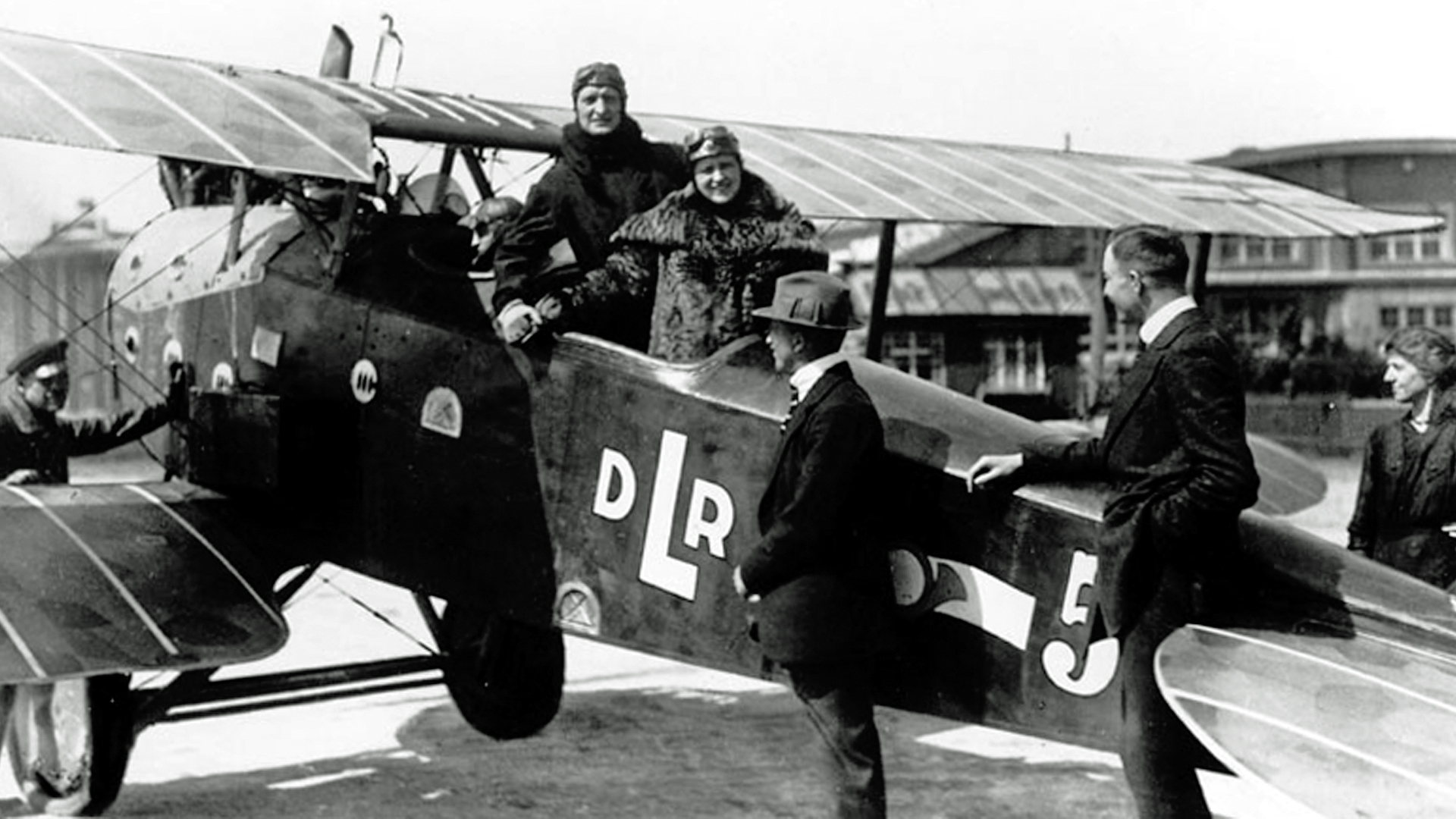
Eine LVG C.VI der DLR mit Hans Albers als Passagier, 1919

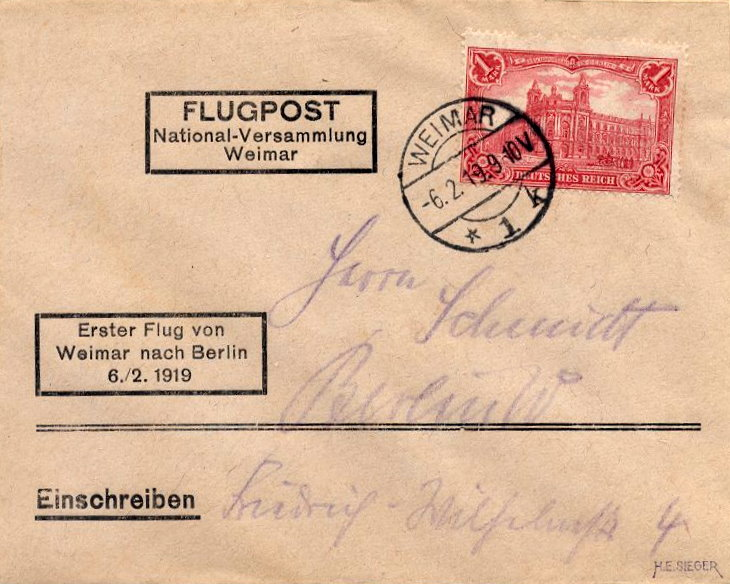
Von H. E. Sieger auf der von der Weimarer Nationalversammlung genehmigten Luftpost-Linie Weimar-Berlin versandter und von der DLR beförderter Ersttagsbrief vom 6. Februar 1919

Die Deutsche Luft-Reederei (DLR) war von 1917 bis zu ihrer Fusion mit der Lloyd Luftdienst GmbH 1923 die erste mit Flugzeugen betriebene deutsche Luftverkehrsgesellschaft und eine Vorläuferin der Lufthansa.

## Geschichte

### Die Ursprünge im Ersten Weltkrieg
Die Deutsche Luft-Reederei wurde mitten im Ersten Weltkrieg als militärisches Lufttransport-Unternehmen am 13. Dezember 1917 gegründet. Treibende Kraft war Walther Rathenau als Aufsichtsratsvorsitzender der AEG. Als weitere Firmen wirkten Hapag, Luftschiffbau Zeppelin und die Deutsche Bank mit.

### Zivile Luftverkehrsgesellschaft

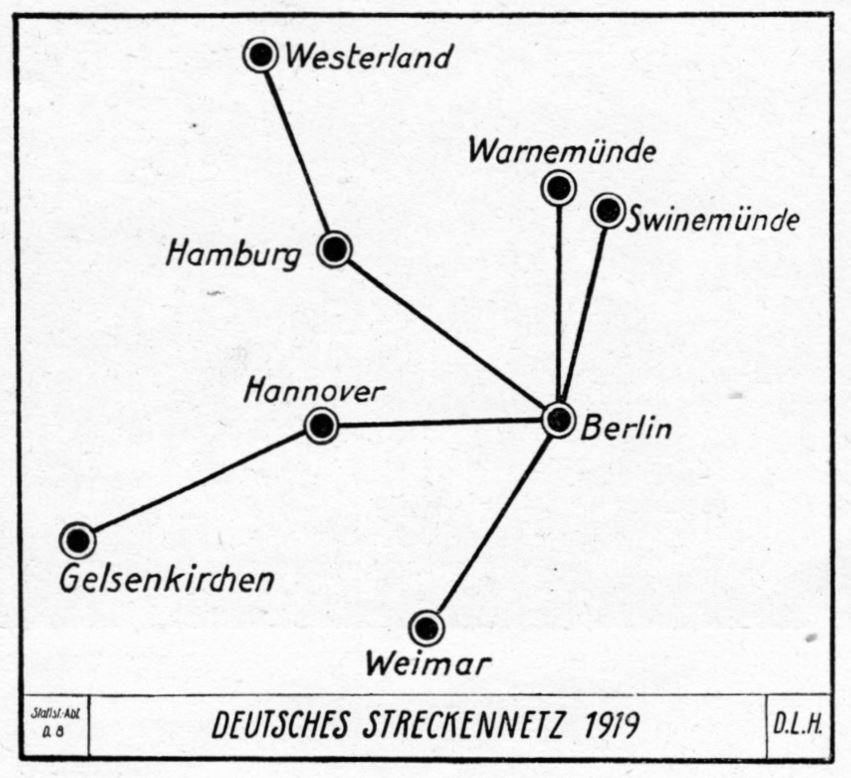
Flugstreckennetz Deutschland 1919 (Deutsche Luft-Reederei)

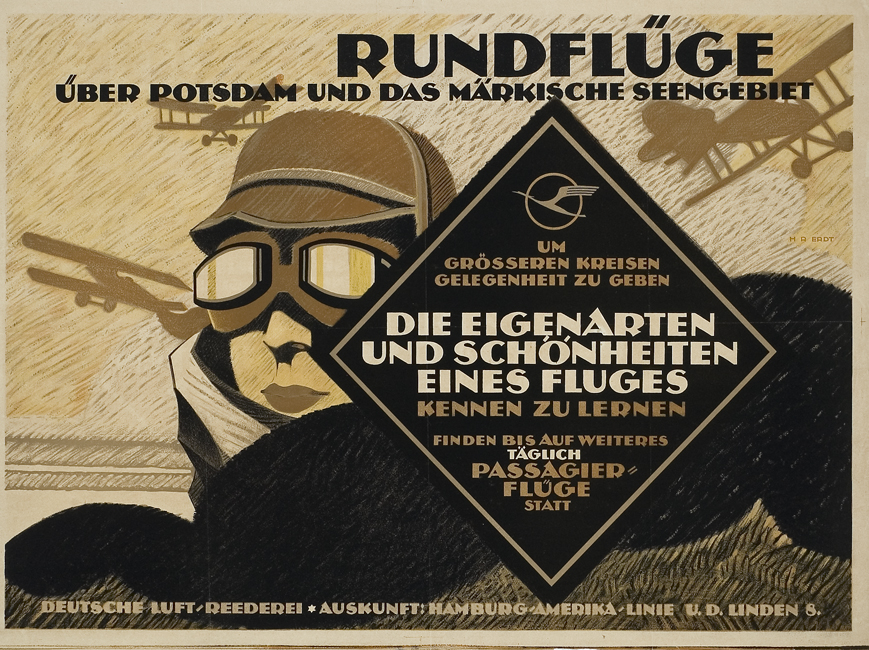
Werbe-Plakat von 1919 für erste Rundflüge mit der DLR über Potsdam und das Märkische Seengebiet;
Entwurf Hans Rudi Erdt

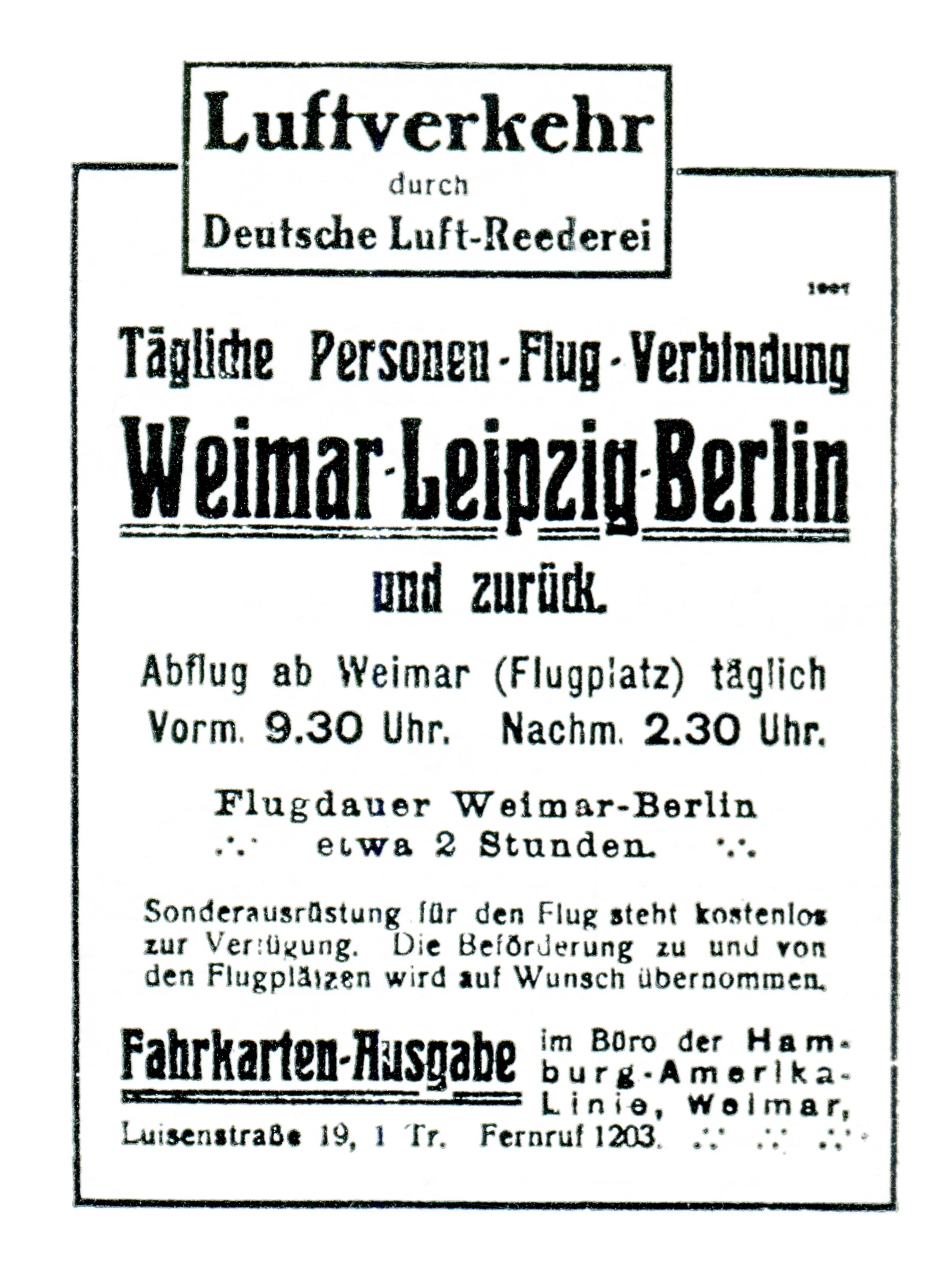
Werbeplakat Deutsche Luft-Reederei Weimar Leipzig Berlin 1919

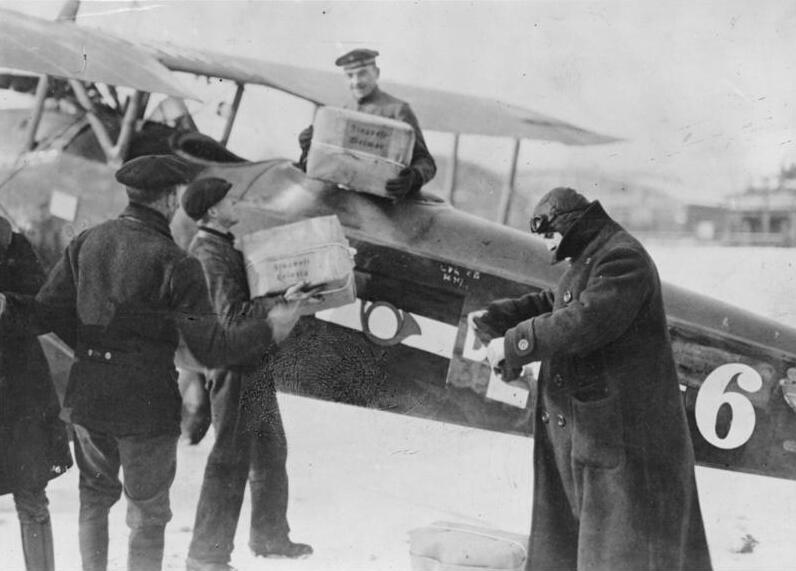
Luftposttransport zwischen Berlin und Weimar, Februar 1919

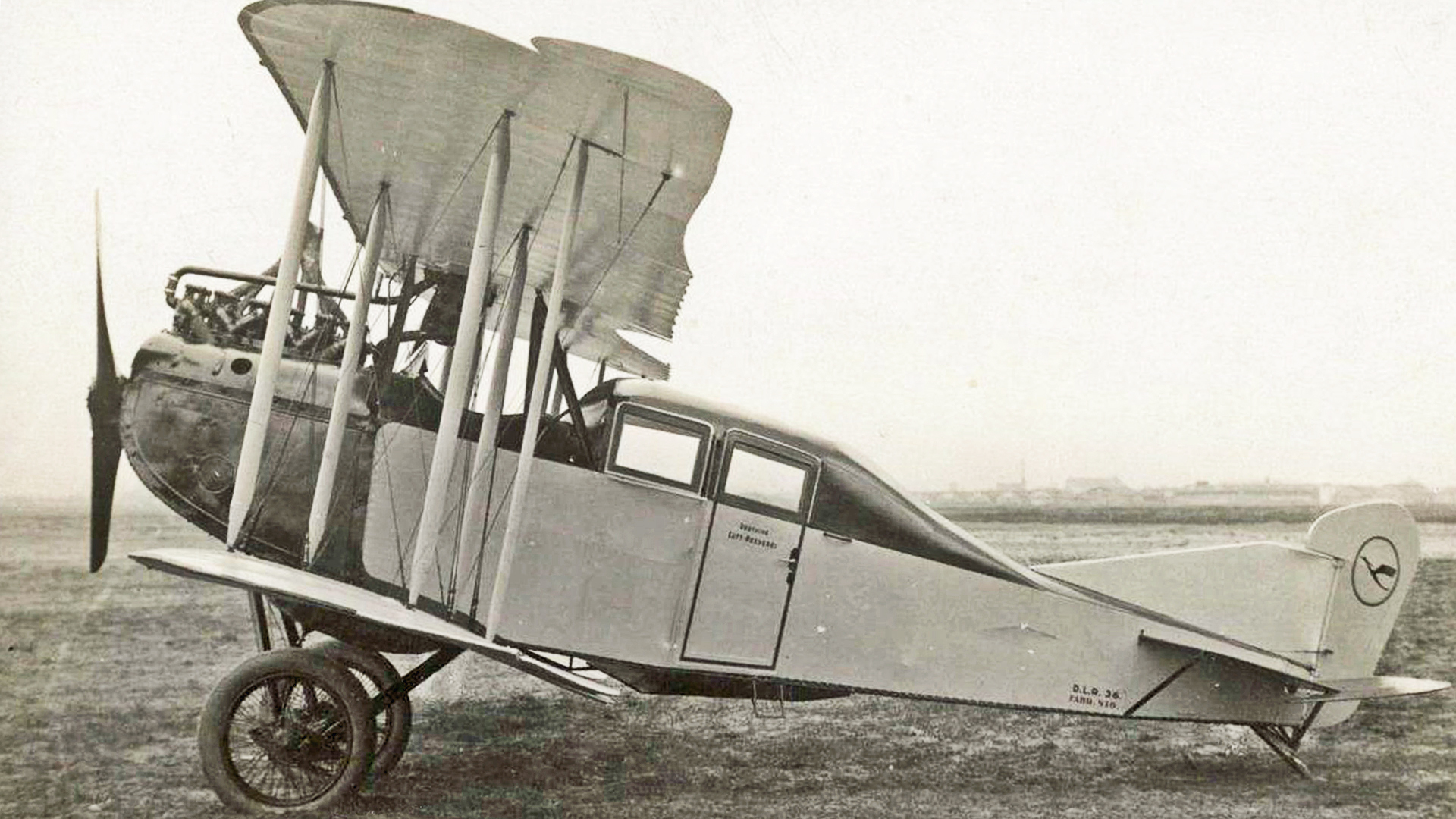
AEG J.II Kabine mit dem Kennzeichen „D.L.R. 36“ und dem „Kranich“ von Otto Firle auf dem Seitenruder, um 1920

Nachdem die Gesellschaft am 8. Januar 1919 die Zulassung für den zivilen Luftverkehr erhalten hatte, nahm sie am 6. Februar 1919 den Luftpostdienst zwischen Berlin und Weimar (Flugplatz Weimar-Lindenberg) auf. Heimatflugplatz war zunächst der Flugplatz Johannisthal in Berlin-Johannisthal. 1922 erfolgte der Umzug auf das Gelände der ehemaligen Zeppelinwerke in Berlin-Staaken.
Ab dem 1. März 1919 wurde der Passagierverkehr Berlin–Hamburg und Berlin–Warnemünde aufgenommen. Am 15. April 1919 folgte die Strecke Berlin–Gelsenkirchen. Dazu kamen Flüge zur Leipziger Messe und Saisonverkehr zwischen Hamburg und Westerland. Die erste Auslandsstrecke führte von Berlin über Hamburg und Bremen nach Amsterdam.
Die Gesellschaft gehörte am 28. August 1919 in Den Haag zu den Gründungsmitgliedern der International Air Traffic Association aus der im April 1945 in Havanna auf Kuba die International Air Transport Association (IATA) hervorging.

### Flotte und Personal
Es wurden zunächst umgebaute Kriegsflugzeuge wie AEG J.II, LVG C.V und LVG C.VI und ehemalige Piloten der Luftstreitkräfte (u. a. Antonius Raab) eingesetzt.

## Fusionen ab 1923

„Kranich“ im Lufthansa-Logo von 2018

Am 6. Februar 1923 schlossen sich die Deutsche Luft-Reederei und die Lloyd Luftdienst GmbH zur Deutschen Aero Lloyd zusammen. Im Jahr 1926 fusionierte diese ihrerseits mit der 1921 gegründeten Junkers Luftverkehr AG zur Deutschen Lufthansa AG.
Die Deutsche Luft-Reederei hatte bereits den stilisierten Kranich von Otto Firle als Logo auf ihren Flugzeugen. Der „Kranich“ wurde bei den Fusionen 1923 von der Deutschen Aero Lloyd und 1926 von der Lufthansa übernommen und wird noch heute in fast unveränderter Form vom Lufthansa-Konzern verwendet.

## Luftbildaufnahmen

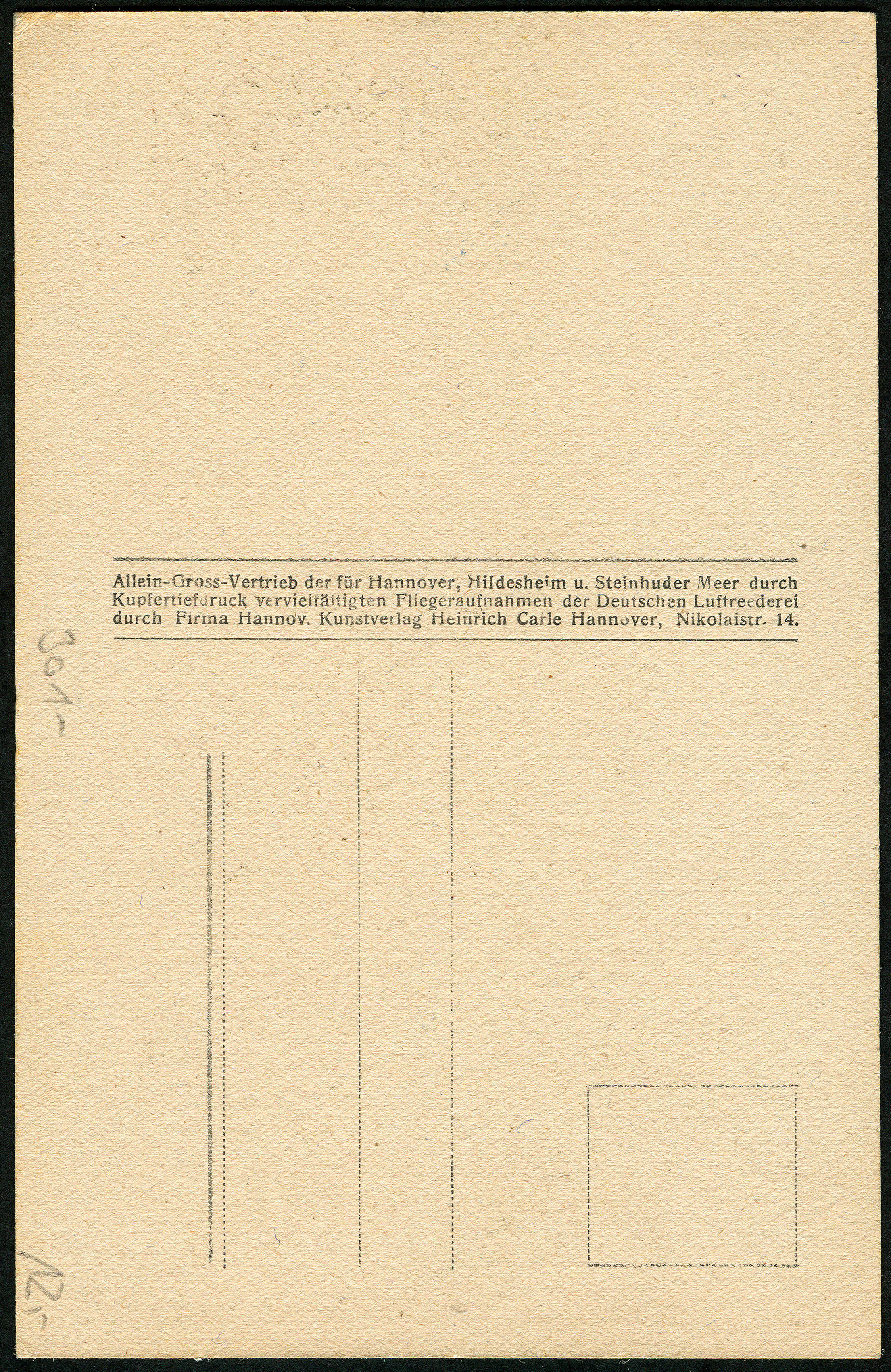
Revers der Ansichtskarte Nr. 1848: „Allein-Groß-Vertrieb […] für Hannover, Hildesheim u. Steinhuder Meer“ durch den Hannoverschen Kunstverlag Heinrich Carle

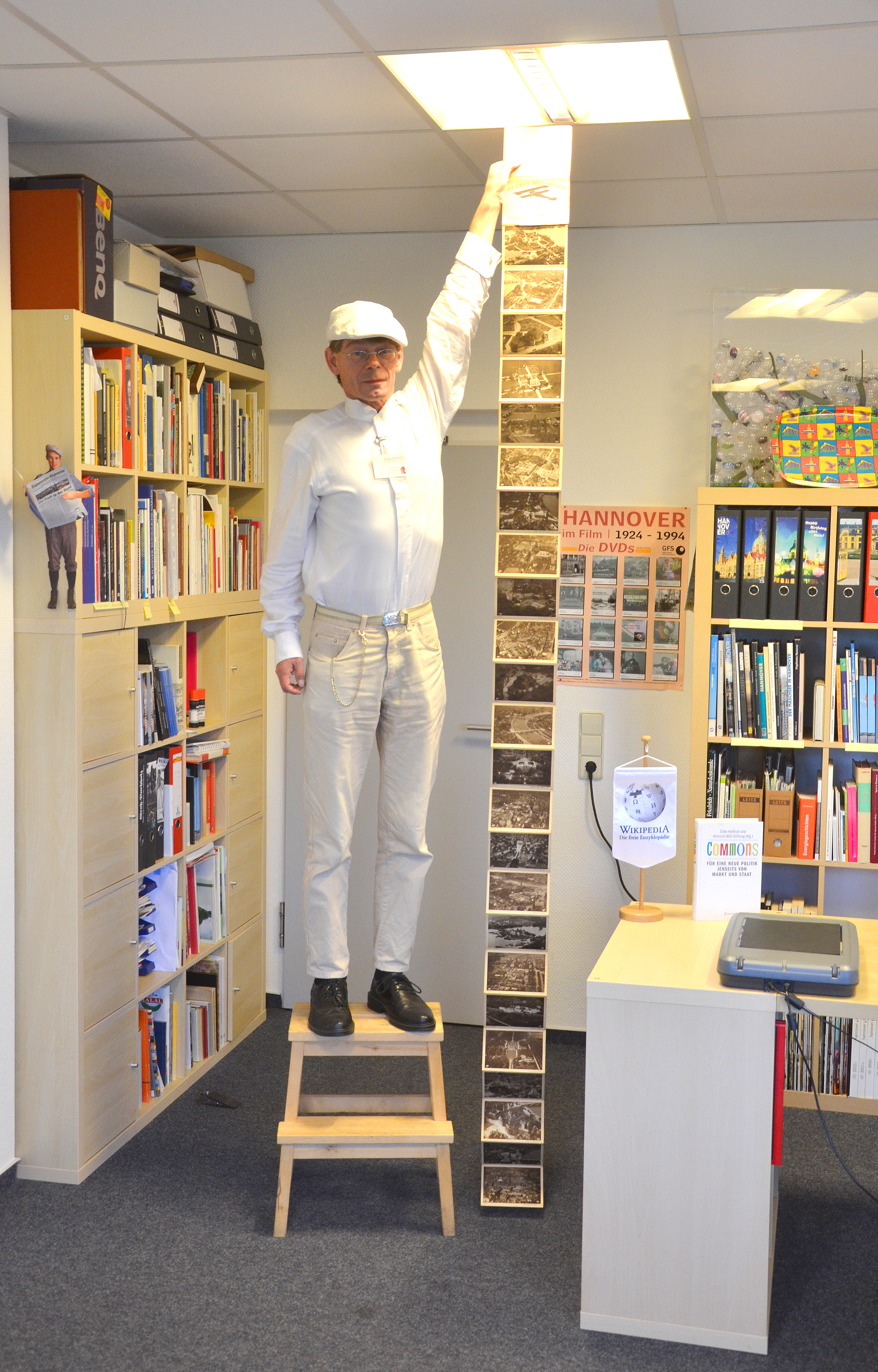
Leporello mit 24 Luftbildaufnahmen der DLR von Dresden aus 200 Meter Höhe

Aus der Entstehungsgeschichte als militärisches Lufttransport-Unternehmen hatte die DLR Erfahrung in Luftbildaufnahmen. Im Jahre 1919 etablierte sie eine zivile Luftbildabteilung, um auf diesem aussichtsreichen Gebiet wirtschaftlich tätig zu sein.
Aus ihren in der Luft befindlichen Flugzeugen heraus ließ die DLR Luftbildaufnahmen aus unterschiedlichen Höhen aufnehmen. Aus diesen Aufnahmen entstand eine vierstellige Zahl fortlaufend nummerierter Ansichtskarten im Kupfer-Tiefdruckverfahren. Sie wurden beispielsweise von Verlagen wie etwa dem Hannoverschen Kunstverlag Heinrich Carle vertrieben, der die Rechte am „Allein-Groß-Vertrieb“ für die so vervielfältigten Aufnahmen von Hannover, Hildesheim und dem Steinhuder Meer erworben hatte.
Nachdem 1923 die DLR zur Deutschen Aero Lloyd fusionierte, wurde am 31. Dezember 1923 die Aero Lloyd Luftbild GmbH gegründet. Daraus entstand 1926 die Hansa Luftbild.

## Schriften
- Eine Million Kilometer Luftverkehr der DLR. Berlin, den 26. November 1920 (Schrift mit 40 z. T. gefalteten Blättern, teilweise mit Abbildungen), Berlin: Deutsche Luft-Reederei, 1920.